# Renault Nervastella

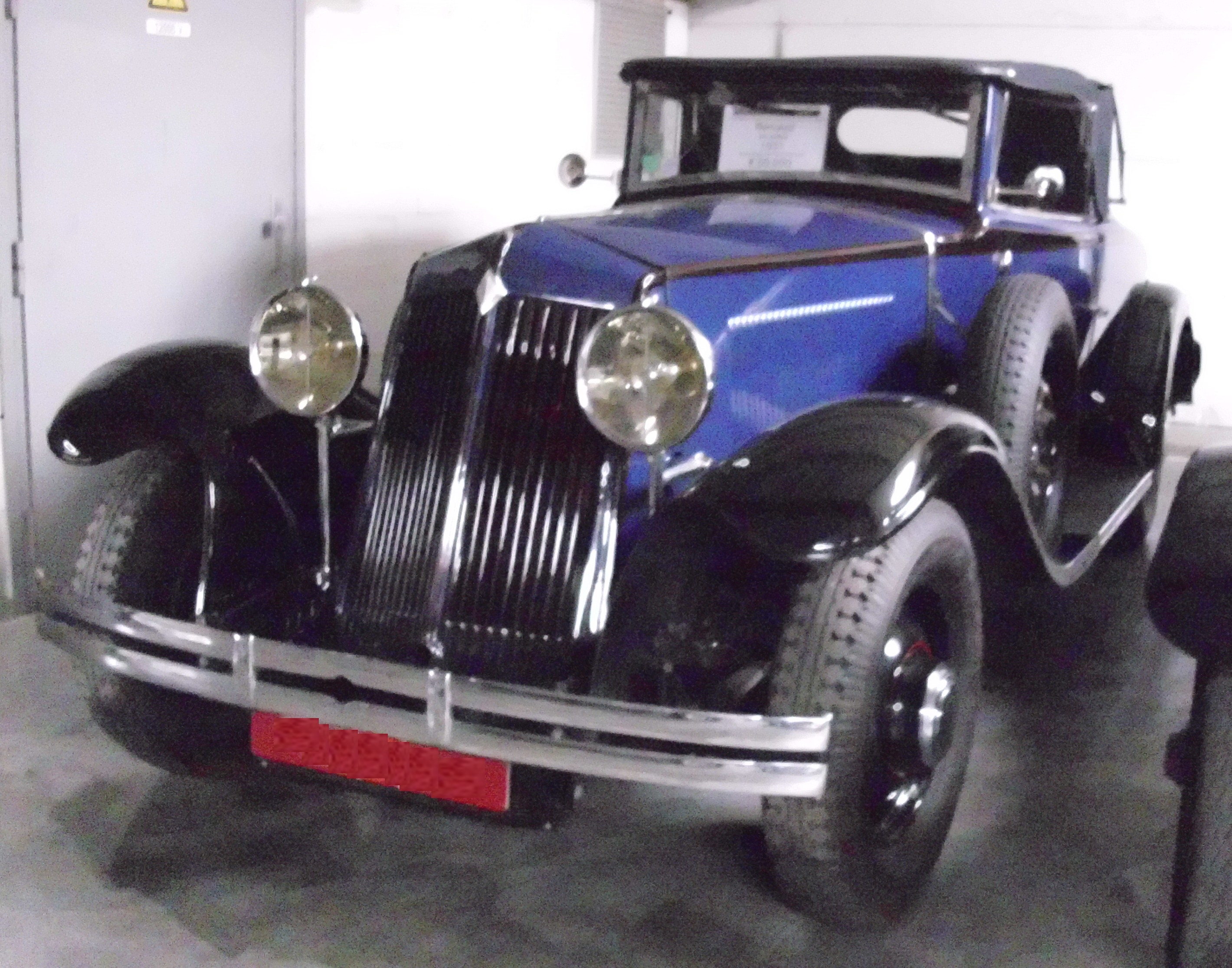
Mit senkrechten Lüftungsschlitzen:
Type TG 1 (1931)

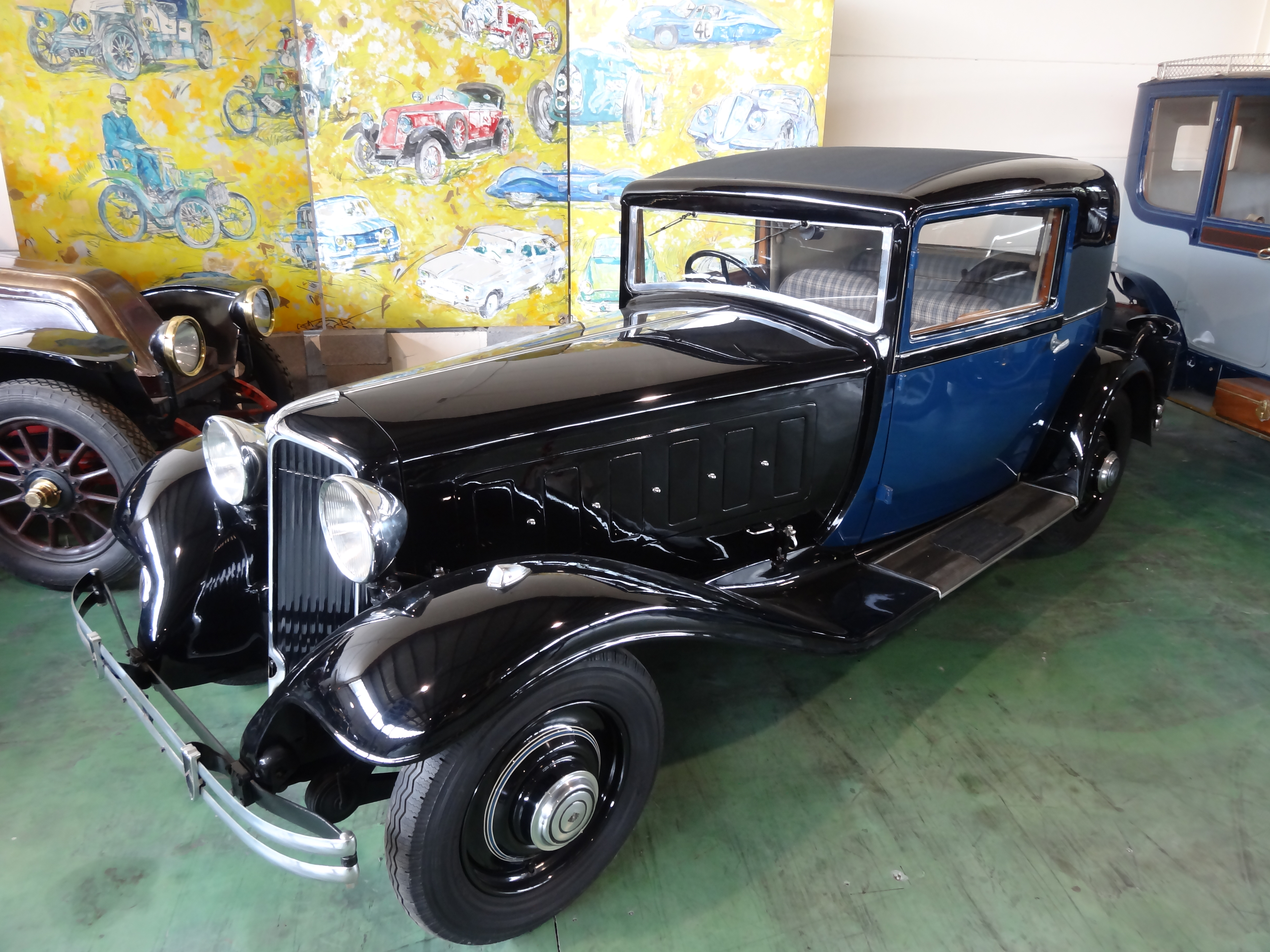
Mit Lüftungsklappen:
Type TG 3 (1932)

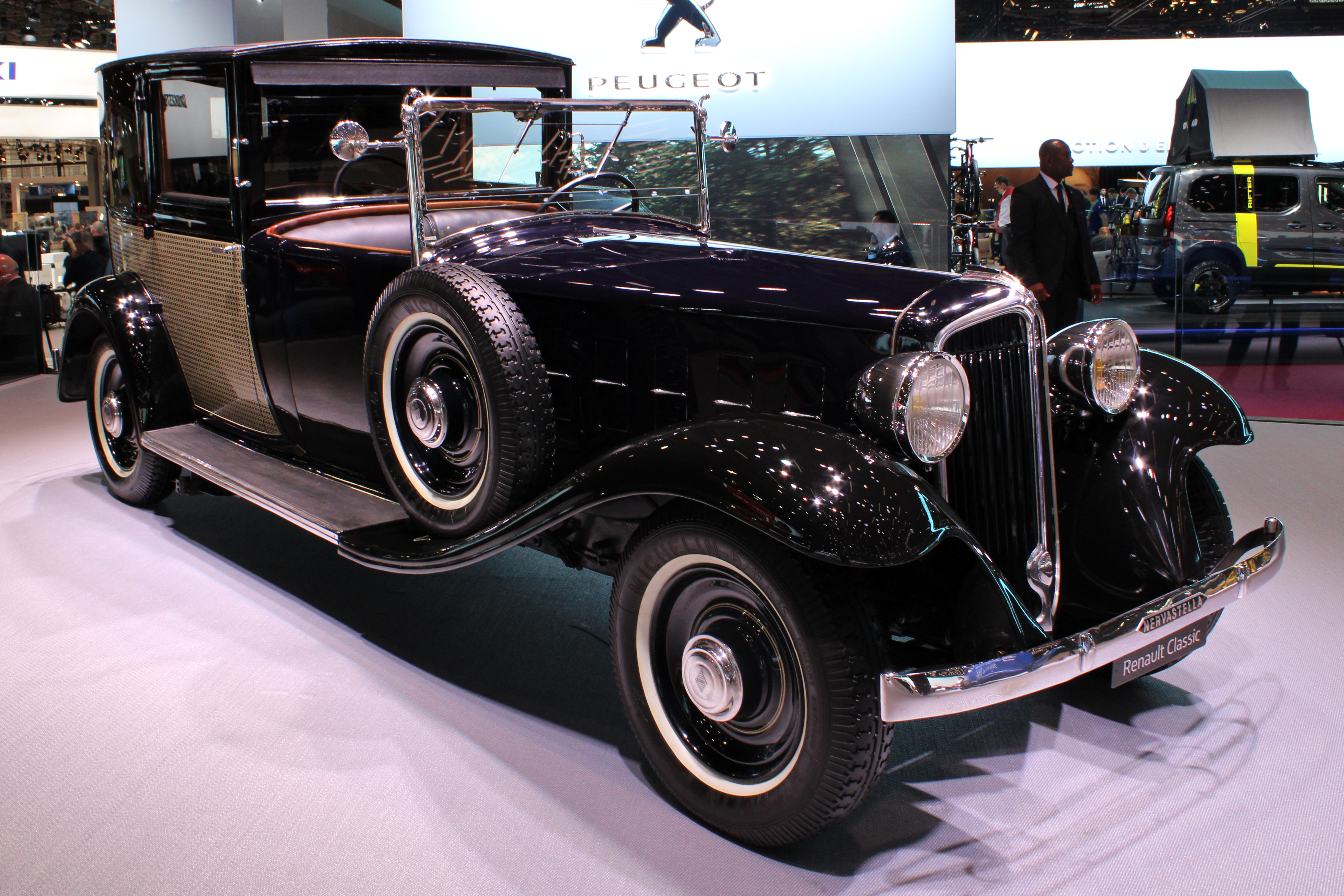
Mit Lüftungsklappen:
Type TG 4 (1934)

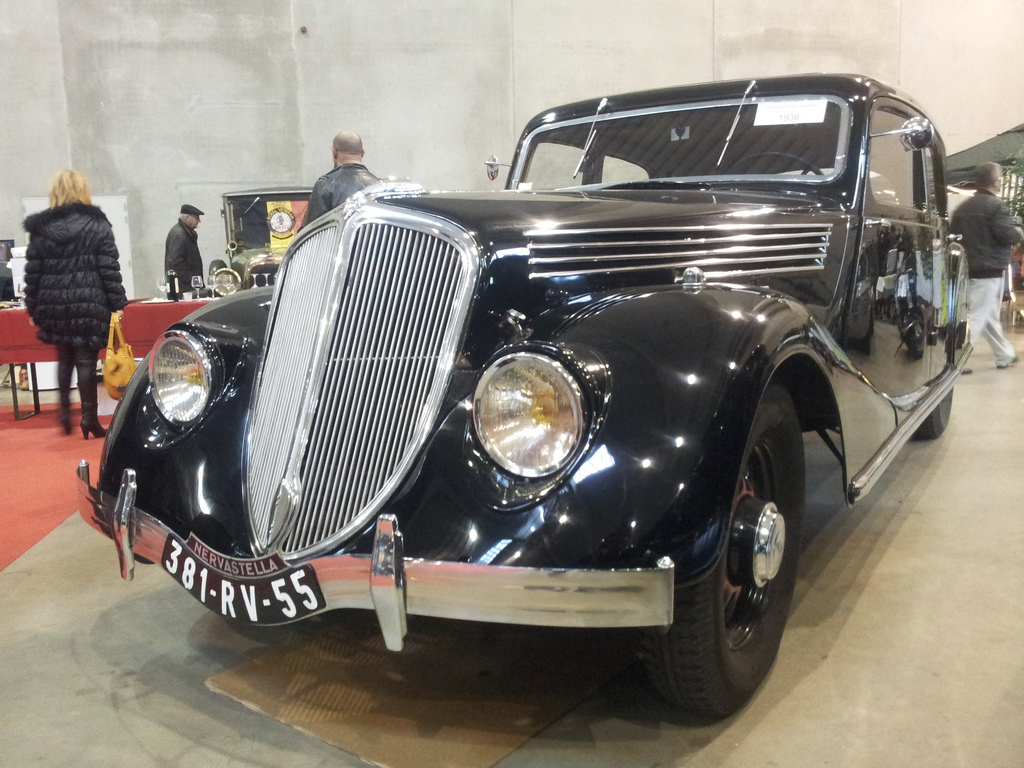
Mit vier bis fünf waagerechten Lüftungsschlitzen sowie ohne Trittbretter:
Type ABM 4 (1935)

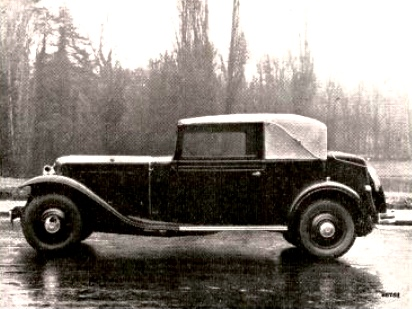
Renault Nervastella Cabriolimousine

Der Renault Nervastella war ein Personenkraftwagenmodell der Zwischenkriegszeit von Renault. Die Typencodes lauteten Type TG, Type ZD, Type ACS und Type ABM.

## Beschreibung
Die nationale Zulassungsbehörde erteilte der ersten Ausführung am 2. Dezember 1929 die Zulassung. Der Renault Nervahuit stellte die weniger luxuriös ausgestattete Basisversion dar. 1937 endete die Produktion. Nachfolger wurde der Renault Suprastella.

### Type TG
Der wassergekühlte Achtzylindermotor mit 75 mm Bohrung und 120 mm Hub leistete aus 4241 cm³ Hubraum 100 PS. Die Motorleistung wurde über eine Kardanwelle an die Hinterachse geleitet. Der Radstand maß 334,7 cm und die Spurweite vorne 144 cm bzw. 145,4 cm hinten. Die Fahrzeuge waren 480 cm lang und 175 cm breit. Der Wendekreis war mit 16 Metern angegeben. Der Kühler war vor dem Motor platziert. Der Kühlergrill war waagerecht unterteilt. In den Seiten der Motorhaube befanden sich keine Lüftungsschlitze. Zur Wahl standen Limousine und Cabriolet, jeweils mit vier bis fünf Sitzen.

### Type TG 1
Die Modellpflege im Oktober 1930 brachte senkrechte Lüftungsschlitze in den Seiten der Motorhaube. Ein längeres Fahrgestell mit 358,7 cm Radstand ergänzte das Angebot. Erhältlich waren zusätzlich zu den bisherigen Limousinen und Cabriolets Pullman-Limousine und Coupé.

### Type TG 2
Im Oktober 1931 wurde der Kühlergrill leicht verändert, sodass er in der Mitte höher war als außen. Nun stand auch ein Roadster im Angebot. Anfangs waren senkrechte Lüftungsschlitze in den Seiten der Motorhaube, später dagegen Lüftungsklappen. Die Fahrzeuge waren in Abhängigkeit vom Radstand entweder 489 cm oder 513 cm lang und 174 cm breit.

### Type TG 3
Anfang 1932 brachte die Modellpflege fünf gleich große Lüftungsklappen in den Seiten der Motorhaube.

### Type TG 4
Im Oktober 1932 wurde die neue Version auf dem Pariser Automobilsalon präsentiert. Weiterhin waren Lüftungsklappen in den Seiten der Motorhaube, zur Anzahl und Größe sind allerdings keine Angaben möglich. Im Gegensatz zu früher, als die vorderen Stoßstangen aus zwei Rohren bestanden, kamen nun einteilige Stoßstangen zum Einsatz. Lieferbar waren nur viertürige Limousinen und Pullman-Limousine.

### Type ZD 2
Diese Ausführung erhielt am 14. Oktober 1933 die Zulassung. Eine auf 80 mm vergrößerte Zylinderbohrung ergab 4825 cm³ Hubraum und 120 PS Leistung. Die fünf Lüftungsklappen waren höher als vorher und unterschiedlich groß. Zwei Fahrgestelle mit gleicher Spurweite wie zuvor und 336,2 cm bzw. 358,7 cm Radstand standen zur Verfügung. Auf dem kurzen Fahrgestell sind Limousine, Cabriolimousine und Cabriolet überliefert, sowie eine Pullman-Limousine auf dem langen Fahrgestell. Das Gewicht eines Fahrgestells war mit 1500 kg angegeben. Die Fahrzeuge waren 500 cm bzw. 525 cm lang und 185 cm breit.

### Type ZD 4
Diese Version erschien im Oktober 1934. Der Radstand war auf 339,9 cm bzw. 362,1 cm erhöht worden. Die Fahrzeuge waren 520 cm bzw. 545 cm lang und wie zuvor 185 cm breit. An den Seiten der Motorhaube befanden sich drei bis vier waagerechte Lüftungsschlitze. Das Angebot war auf Limousine und Pullman-Limousine beschränkt. Allerdings waren wie bisher auch Fahrgestelle ohne Aufbau lieferbar, die von Karosserieherstellern karosseriert wurden. Am 26. März 1935 endete die Produktion. Eine Variante dieser Ausführung stellte der Renault Nervastella Grand Sport dar, der auch den gleichen Typencode erhielt.

### Type ACS 1
Am 26. März 1935 ersetzte die Ausführung die bisherige. Die Zulassung wurde bereits am 11. Dezember 1934 erteilt. Die Zylinderbohrung war auf 85 mm erhöht worden, was zu 5447 cm³ Hubraum führte. Weitere Unterschiede gab es nicht.

### Type ACS 2
Im Oktober 1935 folgte diese Ausführung ohne nennenswerte Änderungen. 

### Type ABM 4
Diese Ausführung wurde im September 1935 präsentiert und parallel zum Type ACS 2 vermarktet. Die Motorleistung war mit 107 PS angegeben. Der Kühlergrill war leicht oval. In den Seiten der Motorhaube befanden sich fünf eng übereinander angeordnete Lüftungsschlitze, von denen der untere kürzer war als die anderen. Die vordere Stoßstange war einteilig und in der Mitte nach unten gebogen. Bei einem Radstand von einheitlich 338 cm und einer Spurweite von 145,4 cm waren die Fahrzeuge entweder 509 cm oder 520 cm lang. Der Verzicht auf Trittbretter ermöglichte eine größere Innenbreite. Die kurze Ausführung mit vier Seitenfenstern hatte sechs Sitze. Die Pullman-Limousine hatte sechs Seitenfenster und acht Sitze. Bis Oktober 1936 entstanden 126 Fahrzeuge.

### Type ABM 6
Die letzte Ausführung erschien im Oktober 1936. Die Motorleistung stieg auf 110 PS. Der Kühlergrill war nun an den Seiten abgerundet. An den Seiten der Motorhaube befanden sich sechs Lüftungsöffnungen in Parallelogramm-Form. Einzige Karosserievariante war eine viertürige Pullman-Limousine mit acht Sitzen. Das Fahrzeug war 508 cm lang und 175 cm breit. Bis Juli 1937 entstanden 46 Fahrzeuge.

## Einstufung im französischen Steuer- und Versicherungssystem
Die Sechszylinder mit 4,1 Liter erreichten 23 CV, während der 5,4 Liter als Achtzylinder mit 31 CV eingestuft wurde.